# Comme chez soi
Pour le téléfilm, voir Comme chez soi (téléfilm).
Ne doit pas être confondu avec Comme à la maison.
 (août 2020).
Le contenu est difficilement compréhensible vu les erreurs de traduction, qui sont peut-être dues à l'utilisation d'un logiciel de traduction automatique.
Comme chez soi est un restaurant de la capitale belge Bruxelles.
Jusqu'en 2006, il était dirigé par Pierre Wynants. Depuis lors, son gendre Lionel Rigolet a repris l'entreprise. De 1979 à 2006, le restaurant avait trois étoiles au guide Michelin. Après le départ de Wynants le restaurant a perdu une étoile. Il a la note de 18,5/20 au Gault et Millau, ce qui en fait un des meilleurs restaurants de Belgique.

En mai 2022, il perd une nouvelle étoile. En novembre 2023, ce restaurant est considéré comme le dixième meilleur situé en Belgique.

## Histoire
Georges Cuvelier a fondé en 1926, le restaurant Chez Georges situé sur le boulevard Lemonnier, à Bruxelles. Cependant, la clientèle du restaurant l'a rapidement surnommé Comme chez soi. En 1936, fort de son succès grandissant, il s'installe à son emplacement actuel sur la place Rouppe. En 1950, un premier changement de chef s’opère, lorsque Louis Wynants reprend le flambeau. En 1953, le restaurant reçoit sa première étoile au guide Michelin. Le fils de Louis Wijnants, Pierre Wynants a travaillé de façon permanente dans l'entreprise depuis 1961. La deuxième étoile est obtenue en 1966. Le restaurant tenu par Pierre Wynants a reçu une troisième étoile en 1979. Lorsque Pierre Wynants se retire en 2006 et cède sa place à son gendre Lionel Rigolet, le restaurant passe à deux étoiles au guide Michelin, qu'il a conservées jusqu’à 2022. Malgré cette perte d'une étoile, sans doute motivée par le changement de direction, le Comme chez soi obtient un 19/20 dans l'édition 2007 du Gault et Millau, et Rigolet y est déclaré chef de l'année.

Le 23 mai 2022, le nouveau palmarès du Guide Michelin dévoile que le prestigieux restaurant se voit rétrograder à une seule étoile.
Le chef Lionel Rigolet réagit à ce sujet sur la page Facebook du restaurant en déclarant que « La cuisine du cœur n’est pas celle des étoiles, mais celle que nos clients préfèrent ».

### Chefs
1. Georges Cuvelier
2. Louis Wynants, gendre du précédent
3. Pierre Wynants, fils du précédent
4. Lionel Rigolet, gendre du précédent

## Intérieur
Le restaurant est d'inspiration Art nouveau. Il possède une table installée dans les cuisines d'où l'on peut observer le travail des cuisiniers.

## Distinctions

### Étoiles Michelin
- 1953-1966
- 1966-1979
- 1979-2006
- 2006-2022
- 2022 - en cours[7]

### Gault et Millau
- 1988 -1996[8] : 19,5/20
- 1996 -  en cours : 18,5/20